# 颶風勞拉 (2020年)
颶風勞拉（英語：Hurricane Laura）為2020年大西洋颶風季第13個被命名的風暴，也是當年北大西洋第4個颶風、第1個強烈颶風。「勞拉」也是2020年第9個對美國造成影響的颶風，而在這之前，勞拉已經對大安地列斯群島、背風群島、維爾京群島、波多黎各、巴哈馬、多米尼加共和國、特克斯和凱科斯群島、安德羅斯島、古巴、海地、牙買加、開曼群島等地造成災情。

## 氣象歷史
早在多日前，就有多個數值預報認為8月下旬會有熱帶系統發展，並由加勒比海北部進入百慕大海域，擦過佛羅里達州東部沿海地區後轉向並轉化為溫帶氣旋，但強度並不會太強，而該系統的擾動於8月17日形成。8月18日凌晨2時，此低氣壓來到維德角群島附近時獲得美國海軍研究實驗室給予的臨時編號98L。系統於獲得編號後兩日並未有顯著發展。直至8月20日，系統才發展出明顯的環流中心，上午11時，國家颶風中心將其評定為熱帶低氣壓，並給予正式編號13L。
8月21日，國家颶風中心的實測飛機在13L中心附近測得熱帶風暴強度的風速，因此於晚間9時將其升格為熱帶風暴，並把它命名為勞拉（Laura）。與此同時，由於高氣壓的減弱速度不如預期，再加上位於墨西哥灣尚有另一個風暴--馬可（Marco）發展，使得勞拉的預測路徑不斷往西修正；而由於勞拉在形成後不斷的重複登陸以及出海之情形，使得勞拉的強度在4日內並沒有太明顯的發展。8月25日下午，勞拉自古巴出海並進入墨西哥灣之後便開始發展雲捲風眼，這說明勞拉已經正式進入增強期，但雲捲風眼便因為附近垂直風切的影響而填塞。晚間8時15分，國家颶風中心判定勞拉的風速已達到颶風水平，因此將其升格為一級颶風。
8月26日上午，勞拉的發展步入正軌，並再度發展出雲捲風眼，但很快又再次填塞。而在這不久之前，國家颶風中心將勞拉的風速提升至75節(每小時140公里)。下午的飛機實測中更是錄得了二級颶風之風速，因此將其升格為二級颶風。傍晚，勞拉的雲捲風眼逐漸轉為一風眼，並且開始快速清空。晚間8時，國家颶風中心將其升格為三級颶風，同時也將預測的巔峰強度上調至125節(每小時230公里)。
8月27日凌晨2時，國家颶風中心將勞拉升格為四級颶風，風速為120節(每小時220公里)；凌晨5時，國家颶風中心將其風速提升至125節(每小時230公里)；上午8時更是將風速提升至130節(每小時240公里)。下午2時，國家颶風中心表示勞拉以巔峰強度在卡梅倫附近登陸，登陸強度為四級颶風(130節，每小時240公里)。下午5時，國家颶風中心將其降格為三級颶風。晚間8時，國家颶風中心將其降格為二級颶風。晚間11時，國家颶風中心將其降格為一級颶風。
8月28日凌晨2時，國家颶風中心將其降格為熱帶風暴。上午11時，國家颶風中心將其降格為熱帶低氣壓。
8月29日下午5時，國家颶風中心將其降格為低氣壓。

## 防災措施

### 美屬維爾京群島

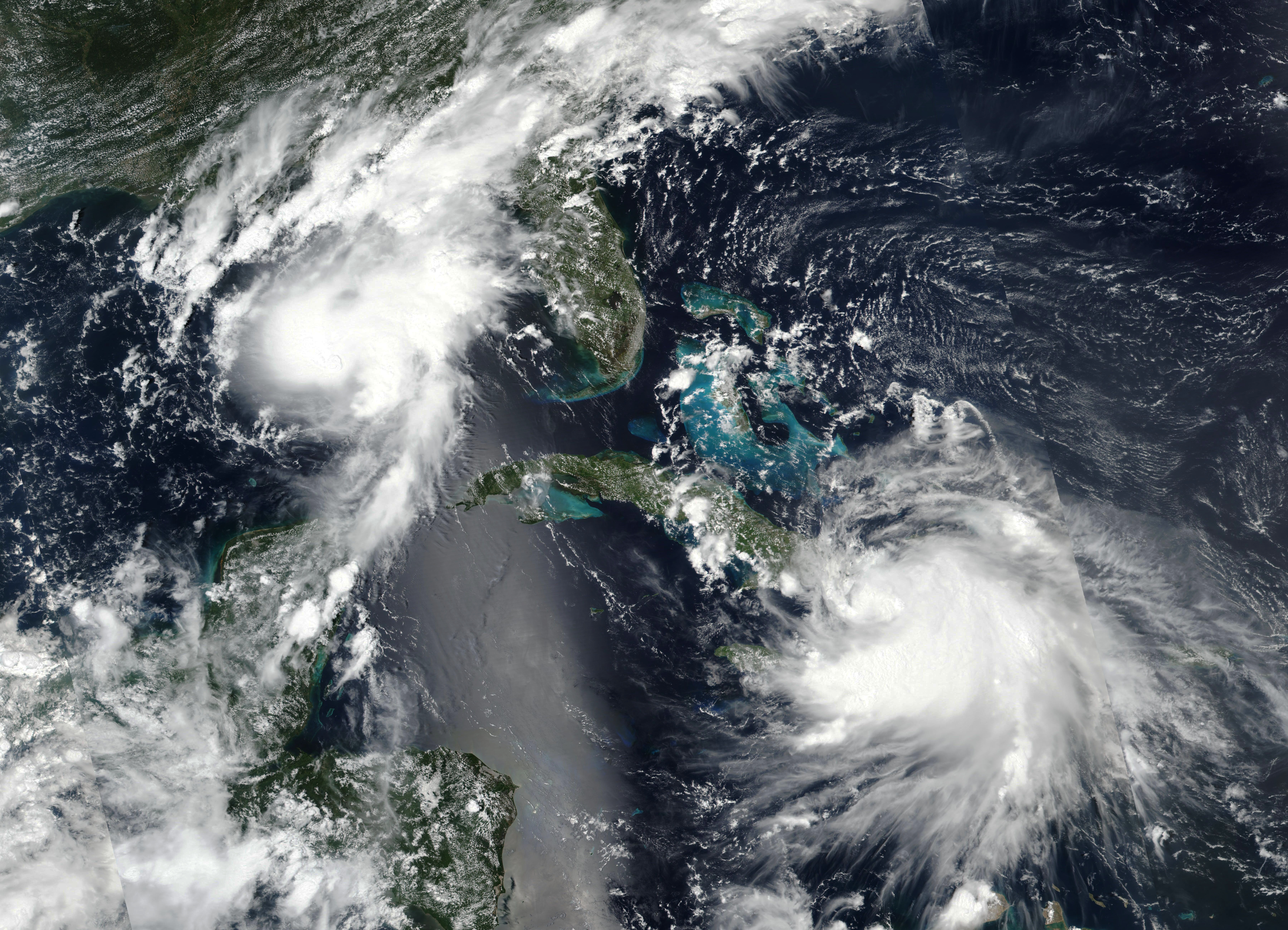
8月23日的颶風馬可（左）與勞拉（右）

為應對風暴，安圭拉和安提瓜的學校被關閉。8月20日向該島發出了熱帶風暴預警，第二天將其升級為警告。風暴促使英屬維爾京群島的所有港口關閉。

### 
對於蓬塔帕倫克到海地北部邊界的熱帶風暴警告。18個省發出了紅色警報，8個發出了黃色警報，6個發出了綠色警報。

### 海地
海地當局敦促人們撤離至避難所，但由於COVID-19大流行，需要戴口罩並遵守的社交距離。

### 牙买加
儘管勞拉中心仍在牙買加北部，但預計環流南側的相關雨帶會帶來大量降雨。 8月23日，牙買加氣象局發布了針對全國低窪地區的山洪預警。8月24日又將其升級為山洪暴發警告。 

### 开曼群岛
最初，預計風暴將在開曼群島北部略過，但是隨著天氣預報繼續向西方修正，對強降雨條件的預報將繼續增加。開曼群島政府於8月23日便發布了針對其島嶼的熱帶風暴警告。

### 古巴
在勞拉於8月23日登陸古巴之前，全國各地發布了熱帶風暴預警和警告。同時，古巴的西端同時受到勞拉的熱帶風暴監視和颶風馬可的熱帶風暴預警。古巴聖地亞哥省的官員撤離了106,000人，奧爾金省的撤離了81,300人，關塔那摩省的撤離了12,000人。8月24日，比亞克拉拉省的另外45,000人，馬坦薩斯省的16466人和謝戈德阿維拉省的300人需要撤離。但由於COVID-19大流行使疏散工作複雜化，導致典型的疏散避難所，例如學校無法開放。那些被懷疑感染者被轉移到檢疫中心。由於許多水庫已達到或接近容量，有洪水氾濫的可能性。

### 美国
颶風馬可和勞拉威脅到橫跨墨西哥灣的大量石油鑽機。8月23日，大約58％的石油產量和45％的天然氣產量需要關閉；其中包括疏散114個平台。8月25日，撤離了643個平台中的299個平台和28個移動鑽機中的27個。這場風暴發出了四報龍捲風預警。它們包括沿海水域以及德克薩斯州，路易斯安那州，密西西比州和阿肯色州 。新創建查爾斯湖辦事處的工作人員也被撤離，新創建布朗斯維爾發布警告。隨著勞拉即將登陸，對路易斯安那州和德克薩斯州發布了三份罕見的極端風暴警告。

#### 波多黎各
波多黎各州長瓦達·巴斯克斯宣布進入緊急狀態，聯邦緊急事務管理局（FEMA）團隊隨時準備幫助波多黎各的恢復工作。

#### 佛羅里達州
8月21日，佛羅里達州州長罗恩·德桑蒂斯宣布該州南部各縣進入緊急狀態。在馬里恩縣，有一個流動醫院單位已經進行了前期準備，準備了個人保護設備，分發給收容所。隨著風暴逼近，佛羅里達群島發布了熱帶風暴預警。門羅縣市長希瑟·卡魯瑟斯宣布當地處於緊急狀態，並強制撤離房屋和船隻。

#### 德克薩斯州
8月24日，對加爾維斯頓附近和東部的地區發佈了颶風，熱帶風暴和風暴潮預警。第二天，大多數監視升級為警告，該州東部地區也發布了山洪預警。
8月23日，德克薩斯州州長格雷格·阿博特宣布德克薩斯州東部23個縣進入緊急狀態。8月25日，針對錢伯斯縣，加爾維斯頓和杰斐遜縣等低窪地區以及整個橘郡發布了強制撤離令。其中包括整個玻利瓦爾半島以及加爾維斯頓和亞瑟港的城市。所有城市服務將在8月25日中午停止，並且在風暴到來時，緊急服務將暫停。將使用50輛公共汽車協助撤離。針對布拉佐里亞和哈里斯郡的沿海地區發布了自願疏散命令。在該州，包括整個布拉佐里亞郡，估計有385,000人需要疏散。

#### 路易斯安那州

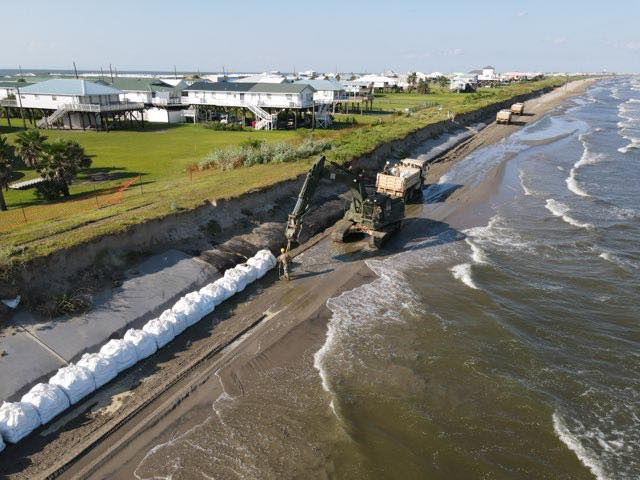
路易斯安那州國民警衛隊的士兵在勞拉登陸之前進行防汛工作

8月24日，整條海岸線上發佈了颶風，熱帶風暴和風暴潮預警。這是在該州東南部取消針對颶風馬可的熱帶風暴和風暴潮預警的幾個小時之後。大部分預警在第二天就升級為警告，並且還向州西部發布了山洪預警，因預計降雨會超過10英寸（25厘米）。隨著海岸線的威脅增加，NHC表示“將出現無法扺擋的風暴潮，並且會形成破壞性大浪。” 
8月21日，由於颶風馬可和勞拉同時受到威脅，路易斯安那州州長約翰·貝爾·愛德華斯宣布進入36個教區的緊急狀態。已針對普拉克明縣，傑佛遜縣和格蘭德艾爾市進行了與風暴相關的撤離。並於8月25日命令對約200,000人的卡爾克蘇縣進行強制撤離。

#### 密西西比州
儘管距離風暴中心很遠，但由於勞拉的環流巨大，密西西比州的海岸線於8月24日從海泉市向西發佈了風暴潮預警。密西西比州洲長塔特·里維斯於8月22日宣布進入緊急狀態。

## 影響
| 國家/領土      | 國家/領土      | 死亡  | 損失 (2020 USD) | Ref    |
| -------------- | -------------- | ----- | --------------- | ------ |
| 小安地列斯群島 | 小安地列斯群島 | 0     | 未知            |        |
| 多明尼加共和國 | 多明尼加共和國 | 4     | 未知            | [ 16 ] |
| 海地           | 海地           | 31    | 未知            |        |
| 古巴           | 古巴           | 0     | 未知            |        |
| 牙買加         | 牙買加         | 0     | $360,000        |        |
| 開曼群島       | 開曼群島       | 0     | 未知            |        |
| 美國           | 波多黎各       | 0     | 未知            |        |
| 美國           | 佛羅里達州     | 1     | ≥$87億          |        |
| 美國           | 路易斯安那州   | 27    | ≥$87億          | [ 17 ] |
| 美國           | 密西西比州     | 0     | ≥$87億          |        |
| 美國           | 德克薩斯州     | 8     | ≥$87億          |        |
| 美國           | 阿肯色州       | 0     | ≥$87億          |        |
| 美國           | 總計:          | 總計: | 71              | ≥$89億 |

### 
熱帶風暴勞拉給多米尼加共和國的大部分地區帶來了破壞性的風和大雨。南部海岸的降水最重，在巴拉奧納，24小時的雨量達到11.7英寸（300毫米）。大約有110萬人斷電，156萬人供水服務中斷。截至8月24日的早期評估顯示，有1,791所房屋受到嚴重破壞，疏散8,995人。在聖多明各，由於勞拉（Laura）的降雨，一名婦女和她的兒子因房屋倒塌而死亡；在佩德羅·布蘭德（Pedro Brand），一名男子因一棵樹倒在其房屋上而死亡。據報導，聖多明各有嚴重洪災。在艾利斯皮亞省，一名警察被掉下的電纜砸傷,搶救後不治。

### 海地
強降雨影響了海地大部分地區。太子港一個氣象站錄得降雨量為6.61英寸（168毫米）。洪水影響整個國家，迫使許多家庭撤離房屋。截至8月28日，至少有31人死亡，另有8人失踪。公共工程部部長納德·約瑟斯提醒居民，佩利格爾大壩有可能倒塌。國家亦因為COVID-19造成糧食短缺問題，農業遭受重創。在阿蒂博尼特省，洪水摧毀了447所房屋。

### 古巴

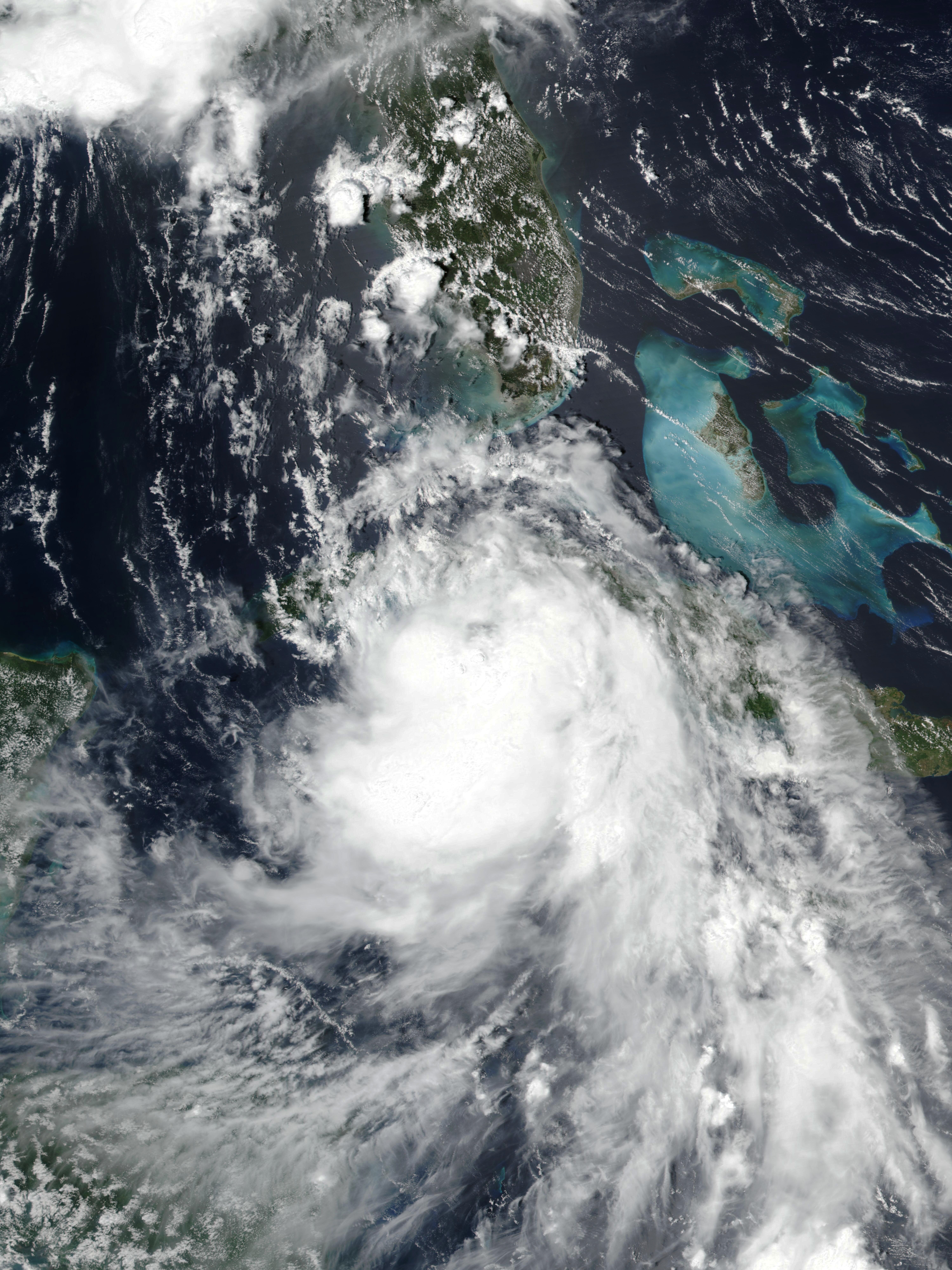
經過巴塔瓦諾灣, 即將在古巴進行第二次登陸的勞拉。

經過伊斯帕尼奧拉島後，勞拉於8月23日至24日在古巴東南部帶來強風和大雨。在邁西，陣風達到了每小時91英里（146公里/小時）。在聖地亞哥的Complejo Palma，降雨量達到9.51英寸（241.5毫米），在關塔那摩的聖安東尼奧德爾蘇爾，降雨量達到7.50英寸（190.6毫米）。一些建築物和農作物被破壞，零星的停電事故發生。在格拉瑪省的布埃伊阿里瓦，一座橋樑因洪水而倒塌。卡布克魯茲的一個站錄得持續風速為50 mph（80 km / h），陣風為65 mph（104 km / h）。拉斯圖納斯省也發生了小規模的洪水和停電。

### 牙买加
勞拉的大雨導致山洪暴發，嚴重破壞道路設施。內格里爾的一個氣象站錄得雨量為4.97英寸（126毫米）。山崩阻塞了通往戈登鎮的主要道路；不穩定的地形阻礙清除道路的進度。聖托馬斯區的一座橋樑被沖走。此外，連接Papine和布林貝的達拉斯城堡的主要道路坍塌。在金斯敦附近的南部海岸線以及該國北海岸的蒙特哥灣，陣風達到了35至40英里/小時（56至64公里/小時）。據牙買加國家工程局（NWA）估計，初步損失總計約為5400萬約旦第納爾（360,000美元）。

### 开曼群岛
勞拉在開曼群島北部掠過時，帶來的狂風和大雨影響整個群島。

### 美国

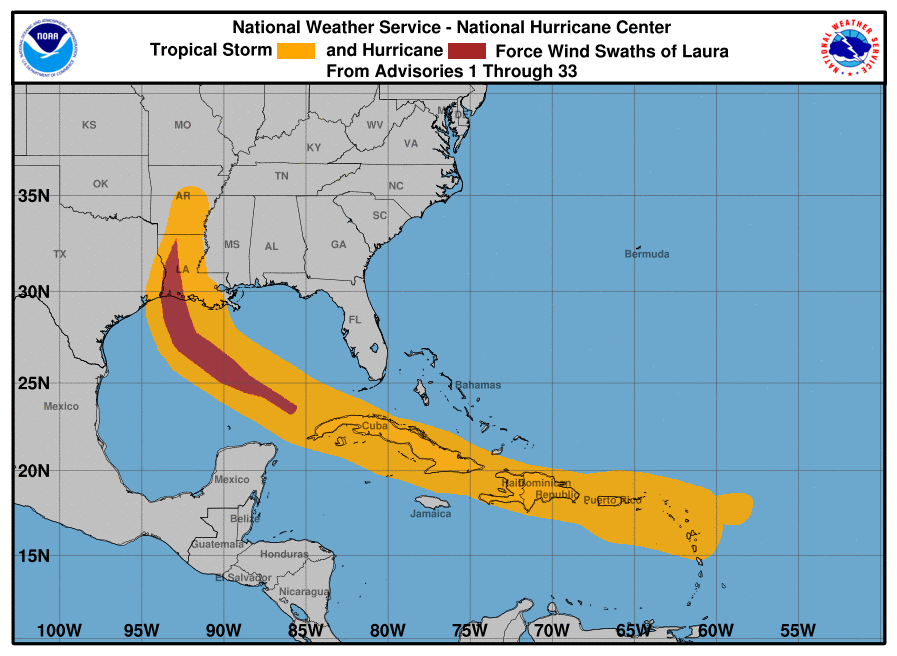
颶風勞拉的強度歷史，其中紅色為颶風，橙色為熱帶風暴。

勞拉在阿肯色州，密西西比州，田納西州和阿拉巴馬州至少造成16次龍捲風。得克薩斯州和路易斯安那州初步估計損失為8120億美元。

#### 波多黎各
在波多黎各，強風吹倒樹木並在薩利納斯造成洪水。期間，薩利納斯的部分路牌被吹倒。維拉爾巴錄得最高雨量為104毫米，而薩利納斯的最高陣風為121公里 。在波多黎各，大約有200,000戶斷電，其中近14,000名客戶失去自來水。

#### 佛羅里達州
勞拉的陣風影響佛羅里達州南部的幾個縣，特別是柯里爾縣，邁阿密-戴德郡和門羅縣 。在南部的地方，強風影響基韋斯特，國家氣象局基韋斯特分部錄得69英里/小時（111公里/小時）的陣風。8月25日，聖喬治島的急救人員在試圖營救被海浪捲走的泳客時溺斃。

#### 路易斯安那州

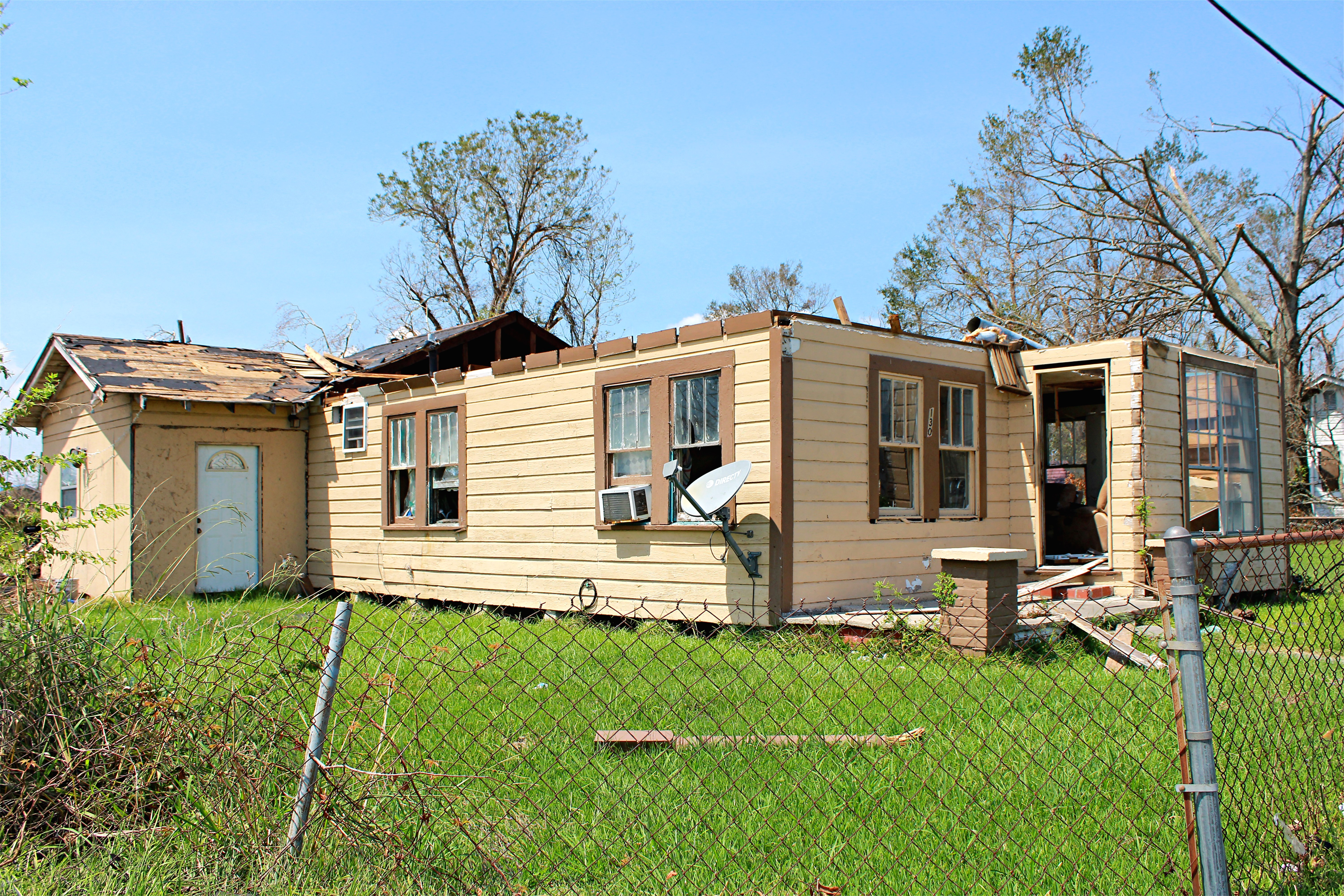
勞拉吹襲查爾斯湖 (路易斯安那州)後，房屋受損。

勞拉在登陸路易斯安那州前強度達到頂峰。

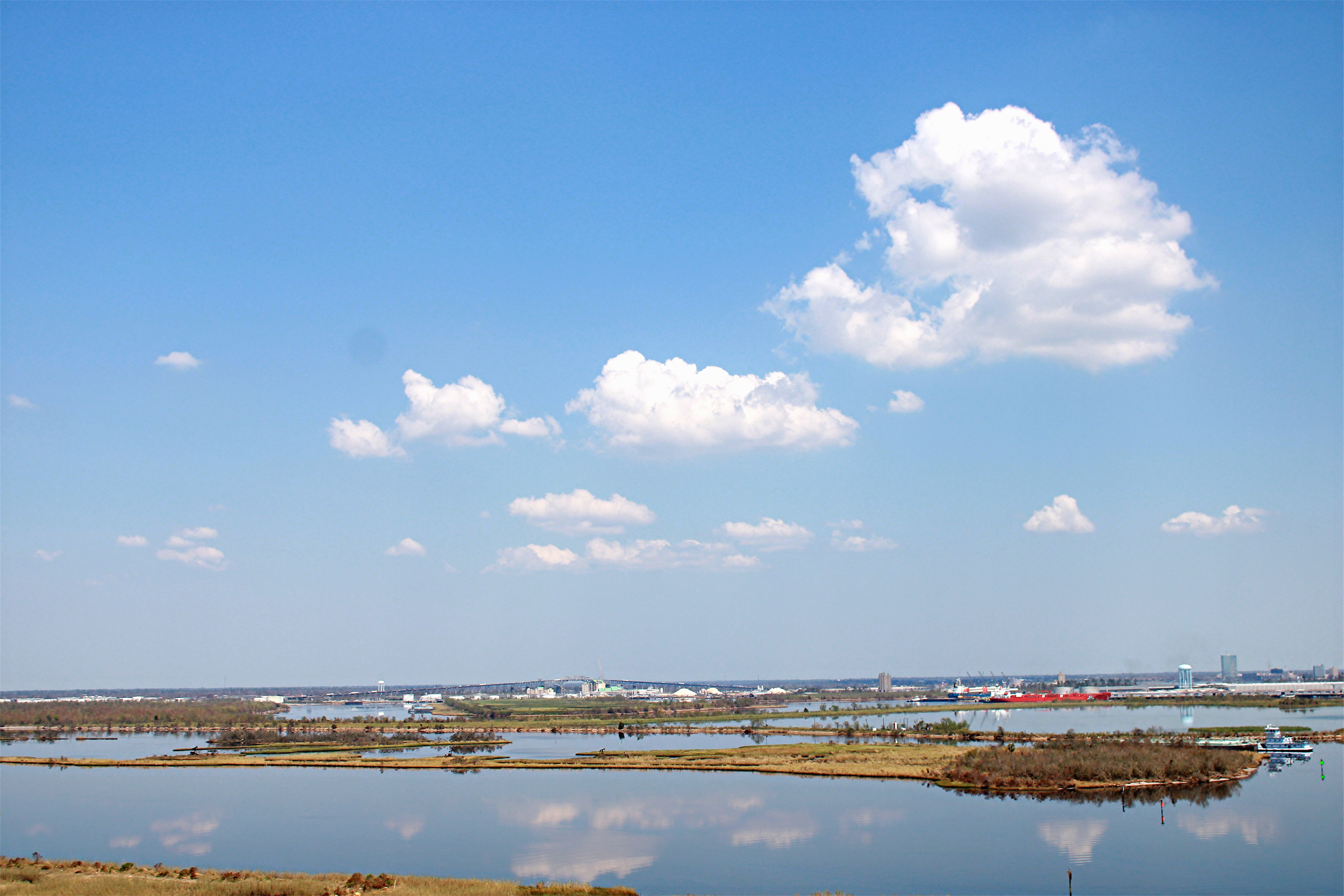
勞拉吹襲後的查爾斯湖。

隨著勞拉於8月26日登陸，路易斯安那州發出龍捲風警告。一個龍捲風在貝爾市被發現 。沿海水位於8月26日世界標準時間19:00左右開始上升。
路易斯安那州國民警衛隊成員評估查爾斯湖的風暴破壞關於陸地的熱帶風暴持續風速是在弗米利恩貝的賽普洛姆角，錄得45英里/小時（72公里/小時）的強風。內陸城市的風暴潮達到1.8米。風暴潮淹沒了聖瑪麗縣伯恩斯角的SH 317公路，山洪暴發也衝毀不少的房屋。
據報導，喀麥隆附近發生停電。在卡梅倫附近，錄得每小時127英里（204公里/小時）的陣風，至少發生9.19英尺（2.80 m）的風暴潮。霍利海灘受到嚴重破壞。風暴潮所帶來的洪水淹沒SH82公路。在暴風雨氾濫的洪災中，哈克貝里鎮受到了嚴重破壞，而在格蘭德萊克，兩列火車出軌。在查爾斯湖，大樹被吹倒，另一輛房車被吹倒。查爾斯湖地區機場錄得每小時206 km/h（128 mph）的狂風，摧毀了多個機庫；第一资本大厦多一半的玻璃窗被吹毁。
在其他地方，溫頓也發生了廣泛的結構性破壞，韋斯特萊克的一家沙龍店被摧毀。波爾克堡上的樹被吹倒，亞歷山大大樹倒下後，房屋的屋頂倒塌了。波爾克堡的NWS雷達也遭受通訊中斷，導致其墜落。在卡里斯的一所房屋的屋頂和整個後室都被扯掉了，而在新拉諾（New Llano）另一處房屋遭到破壞。在德昆西，樹木，電源線和電線桿以及建築物受到了廣泛的破壞，而德爾坎布雷的大部分城鎮都被淹沒在水下。